# 戚元佐
戚元佐（1530年—？），字希仲，號中岳，浙江嘉興府嘉興縣人，匠籍，明朝政治人物。長於詩文，又善書畫。

## 生平
嘉靖二十八年（1549年）己酉科浙江鄉試第二十二名舉人，四十一年（1562年）中式壬戌科會試第二百六十五名，二甲第一名進士。授禮部主事，升禮部儀制司郎中，上宗藩一疏，請求開放宗室科舉、力田、經商等謀生。升尚寶司少卿，乞歸，萬曆六年（1578年）七月再乞終養。

## 著作
著有《宗藩議》一卷、《青藜閣初稿》三卷、《檇李往哲列傳》一卷。

## 家族
曾祖戚簋；祖父戚澤；父戚珊，母張氏。慈侍下。兄戚元宰、戚元輔、戚元弼。